# Auguste Jouhaud
Auguste Jouhaud (Bruselas, 6 de octubre de 1805-París, 27 de enero de 1888) fue un escritor y dramaturgo decimonónico belga, autor de más de seiscientas obras de teatro.

## Principales obras
- Un voyage à melun (1842)
- La fauvette : opéra-comique
- Les Hussards de la République
- La folle de Waterloo
- Un mari en location
- L'Amour au village : opérette
- Mes petits mémoires
- Les deux Pierrots
- Catherine 3/6